# Virgin Records
Virgin Records är ett brittiskt skivbolag grundat av Richard Branson och Nik Powell 1972. Företaget såldes 2006 till EMI. När EMI sedan såldes 2012 ägs etiketten numera av Universal Music. Den 10 september, 2014 meddelade Universal att man ny-lanserar etiketten i Sverige.

## Virgin Records i Sverige
Virgin Records finns representerade i Sverige genom Capitol Music Group och har kontor på Nytorget på Södermalm i Stockholm.

## Virgin Records Artister
- Bastille
- Daft Punk
- Mike Oldfield
- Tangerine Dream
- Sex Pistols
- Genesis
- Korn
- The Rolling Stones
- Lenny Kravitz
- Pharrell Williams